# Ґрозіми
Ґрозіми (пол. Grozimy) — село в Польщі, у гміні Граєво Ґраєвського повіту Підляського воєводства.
Населення — 84 особи (2011).
У 1975-1998 роках село належало до Ломжинського воєводства.

## Демографія
Демографічна структура станом на 31 березня 2011 року:
|          | Загалом | Допрацездатний вік | Працездатний вік | Постпрацездатний вік |
| -------- | ------- | ------------------ | ---------------- | -------------------- |
| Чоловіки | 44      | 15                 | 28               | 1                    |
| Жінки    | 40      | 10                 | 24               | 6                    |
| Разом    | 84      | 25                 | 52               | 7                    |